# Bulbophyllum macranthoides
Bulbophyllum macranthoides là một loài phong lan thuộc chi Bulbophyllum.